# Козі-Руґ
Козі-Руґ (пол. Kozi Róg, нім. Koserock) — село в Польщі, у гміні Бродниця Бродницького повіту Куявсько-Поморського воєводства.
Населення — 113 осіб (2011).
У 1975-1998 роках село належало до Торунського воєводства.

## Демографія
Демографічна структура станом на 31 березня 2011 року:
|          | Загалом | Допрацездатний вік | Працездатний вік | Постпрацездатний вік |
| -------- | ------- | ------------------ | ---------------- | -------------------- |
| Чоловіки | 61      | 19                 | 40               | 2                    |
| Жінки    | 52      | 8                  | 35               | 9                    |
| Разом    | 113     | 27                 | 75               | 11                   |